# Wijhe '92
Wijhe '92 is een Nederlandse amateurvoetbal- en -handbalclub uit Wijhe. De club is in september 1992 opgericht. Het is een fusieclub tussen voetbalvereniging Wijhe en IJsselboys. Het eerste voetbalelftal speelt in de Tweede klasse zondag (seizoen 2020/21). Het eerste dameshandbalteam speelt in Tweede divisie A.

## Geschiedenis
In 1915 werd voetbalvereniging Wijhe opgericht, van oudsher een arbeidersclub. De club is meerdere malen verhuisd. In 1948 werd het Katholieke IJsselboys opgericht, eigenlijk de opvolger van het in de Tweede Wereldoorlog opgedoekte Vitesse uit Boerhaar. In 1962 werd IJsselstars opgericht, de zelfstandige handbalclub die hoorde bij de IJsselboys. De rivaliteit was groot tussen vv Wijhe en IJsselboys. De fusie kwam tot stand, omdat vv Wijhe bijna failliet was en de kantine van de IJsselboys was afgebrand.

## Eerste elftal
In het seizoen 2003/2004 speelde Wijhe '92 in de Vierde klasse. Dat jaar degradeerde het eerste elftal naar de Vijfde klasse. Eén seizoen later, het seizoen 2004/2005, promoveerde Wijhe '92 via de nacompetitie door overwinningen op Dieze West en Turkse Kracht (Deventer). In het seizoen 2005/2006 promoveerde de club opnieuw via de nacompetitie door achtereenvolgens Turkse Kracht (Apeldoorn), SV Dedemsvaart en SC Overwetering uit te schakelen.
In het seizoen 2006/2007 werd Wijhe '92 tweede in de Derde klasse en speelde daardoor opnieuw nacompetitie. Hierin werd in de eerste ronde BWO verslagen en de ronde daarna FC Berghuizen (2-1 uit en 5-1 thuis). In de finalewedstrijd speelde het op 28 mei in Laren op het terrein van de Witkampers tegen vv Twenthe uit Goor. Deze wedstrijd ging verloren, waardoor Wijhe '92 in het seizoen 2007/2008 opnieuw uitkwam in de Derde klasse.
In het seizoen 2007/2008 wist Wijhe '92 kampioen te worden, waardoor ze in het seizoen 2008/2009 uitkomen in de Tweede klasse. Dat jaar werd de eerste periodetitel gewonnen. Het was voor het eerst dat Wijhe '92 een periode won.

## Competitieresultaten 1993–2019
| 8 3B |

| 10 3B |

| 2 4H |

| 2 4H |

| 2 4H |

| 12 3B |

| 4 4H |

| 6 4H |

| 11 4H |

| 1 5H |

| 10 4H |

| 11 4H |

| 2 5H |

| 2 4H |

| 2 3B |

| 1 3B |

| 6 2J |

| 6 2J |

| 8 2J |

| 5 2J |

| 9 2J |

| 8 2J |

| 8 2J |

| 13 2J |

| 5 3B |

| 7 3B |

| 1 3B |

| Tweede klasse | Derde klasse | Vierde klasse | Vijfde klasse |

### Resultaten IJsselboys 1978–1992
| 9 4H |

| 3 4H |

| 5 4H |

| 5 4H |

| 8 4H |

| 3 4H |

| 5 4H |

| 6 4H |

| 5 4H |

| 6 4H |

| 1 4H |

| 8 3B |

| 5 3B |

| 10 3B |

| 4 4H |

| Tweede klasse | Derde klasse  |
| Vierde klasse | Vijfde klasse |

In elke staaf van de grafiek staat van boven naar beneden vermeld: 
- Eindnotering

Dit is de positie die de club heeft bereikt in de competitie, zonder eventuele beslissings-, play-off- of nacompetitiewedstrijden die nodig zijn geweest om bijvoorbeeld de kampioen van de competitie te bepalen.
Indien een * achter het getal staat is de notering een tussenstand en kan het zijn dat de notering niet overeenkomt met de uiteindelijke eindstand van de competitie.
Staat er een - dan is het seizoen nog bezig en is er geen definitieve uitslag bekend.
Staat er xx op de positie van de notering, dan heeft de club vroegtijdig de competitie verlaten. Dit kan onder andere komen door terugtrekking van het team, faillissement van de club of door een uitgedeelde straf van de KNVB. In veel gevallen staat elders in het artikel de reden vermeld.
Staat er een ? dan is het resultaat uit het verleden onbekend, en is alleen de competitie of het niveau bekend van dat seizoen.
In de seizoenen 2019/20 en 2020/21 werd wegens de coronacrisis het amateurvoetbal afgebroken. Daardoor kennen deze staven geen eindklassering (middels -- weergegeven).
- Competitieniveau en afdelingsletter of Officiële eindstand Eredivisie
  - Competitieniveau en afdelingsletter

Hierbij geeft het getal het niveau weer, dat ook terug te vinden is in de legenda. De letter is de afdelingsaanduiding en wordt gebruikt wanneer er meer afdelingen zijn op hetzelfde niveau. De afdelingsletter is altijd een hoofdletter en wordt meestal zonder nummer gebruikt.
Voorbeeld: 2F is niveau 2e klasse competitie F.
Het competitieniveau en nummer wordt niet vermeld wanneer er slechts één competitie van dit niveau was.
  - Officiële eindstand Eredivisie (getal staat tussen haakjes vermeld)

Sinds de introductie van play-offwedstrijden voor Europees voetbal na afloop van de reguliere competitie in 2005/06, is de KNVB verplicht een eindstand van de Eredivisie door te geven aan de UEFA aan de hand van deze play-offwedstrijden.
Bij deze eindstand staan clubs die zich hebben gekwalificeerd voor Europees voetbal hoger dan clubs die zich niet wisten te kwalificeren. Indien er geen verschil was tussen de eindnotering en de officiële eindstand, staat dit getal niet vermeld.

- Onderafdeling

Hier staat afgekort de naam van de onderafdeling indien de club in dat jaar in een onderafdeling uitkwam. Tevens staat deze afkorting in de legenda en wordt gelinkt naar het artikel over deze onderafdeling. Deze afkorting wordt alleen vermeld wanneer de club in het verleden in verschillende onderafdelingen heeft gespeeld. Deze vermelding is in de staaf altijd in kleine letters. Deze onderafdelingen zijn na het seizoen 1995/96 afgeschaft. Heeft de club in slechts één onderafdeling gespeeld, dan is dit alleen terug te vinden in de legenda.
Onder de staaf staat het jaartal vermeld waarin het seizoen is afgesloten. 15 verwijst naar het seizoen 2014/15 of eventueel het seizoen 1914/15.
Wanneer een staaf leeg is, zijn deze gegevens niet bekend. Het kan ook zijn dat de club dat seizoen niet heeft meegespeeld op het hogere amateurniveau, vroegtijdig de competitie heeft verlaten of uit de competitie is gezet.

In het seizoen 1944/45 was er wegens de Tweede Wereldoorlog geen regulier competitievoetbal.